# Виктория (женский футбольный клуб, Вороново)
«Виктория» (бел. Вікторыя) — бывший белорусский женский футбольный клуб из города Вороново.

## Игроки
- Ольга Павлють
- Полина Бештень
- Ирина Казеева

## Результаты выступлений
| Сезон | Дивизион | Место    | И  | В | Н | П  | РМ     | О  | Источник |
| ----- | -------- | -------- | -- | - | - | -- | ------ | -- | -------- |
| 2008  | высший   | 6 из 8   | 20 | 5 | 1 | 14 | 11—45  | 16 | [ 1 ]    |
| 2009  | высший   | 8 из 9   | 16 | 2 | 1 | 13 | 6—58   | 7  | [ 2 ]    |
| 2010  | высший   | 8 из 9   | 24 | 1 | 1 | 22 | 7—93   | 4  | [ 3 ]    |
| 2011  | высший   | 10 из 10 | 27 | 0 | 0 | 27 | 6—192  | 0  | [ 4 ]    |
| 2012  | высший   | 8 из 10  | 27 | 4 | 3 | 20 | 33—112 | 16 | [ 5 ]    |

## Примечание
1. ↑  Hans Schöggl. Belarus (Women) 2008 (англ.). Rec.Sport.Soccer Statistics Foundation (29 января 2020). Дата обращения: 21 мая 2010. Архивировано 4 апреля 2010 года.
2. ↑  Hans Schöggl. Belarus (Women) 2009 (англ.). Rec.Sport.Soccer Statistics Foundation (29 января 2020). Дата обращения: 16 июня 2011. Архивировано 17 ноября 2011 года.
3. ↑  Hans Schöggl. Belarus (Women) 2010 (англ.). Rec.Sport.Soccer Statistics Foundation (29 января 2020). Дата обращения: 12 августа 2012. Архивировано 31 октября 2012 года.
4. ↑  Hans Schöggl. Belarus (Women) 2011 (англ.). Rec.Sport.Soccer Statistics Foundation (29 января 2020). Дата обращения: 13 июля 2011. Архивировано 24 октября 2012 года.
5. ↑  Hans Schöggl. Belarus (Women) 2012 (англ.). Rec.Sport.Soccer Statistics Foundation (29 января 2020). Дата обращения: 26 сентября 2013. Архивировано 24 марта 2014 года.